# Enzo Del Forno (cantante)

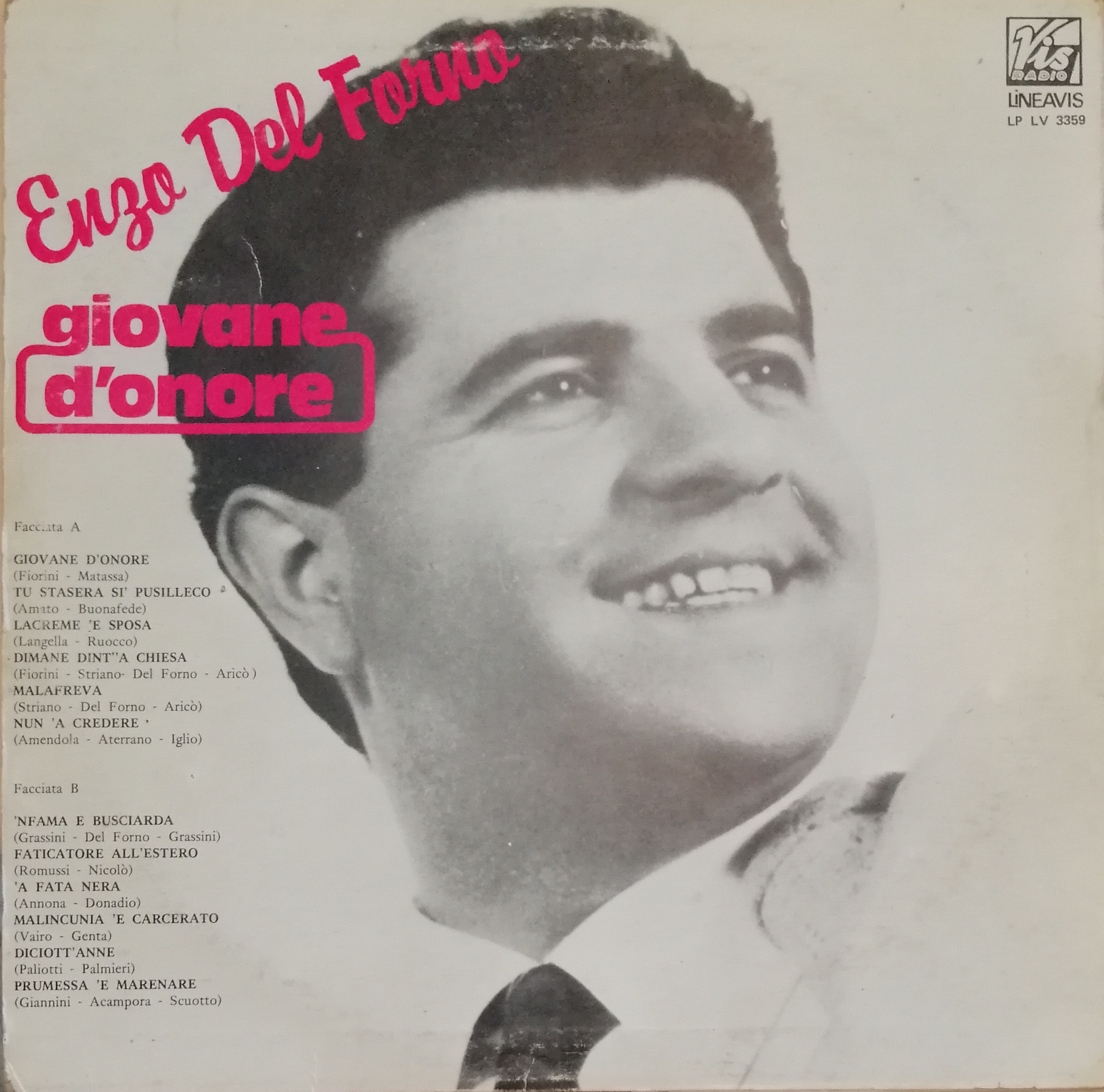

Enzo Del Forno (Angri, 25 novembre 1936 – Angri, 24 luglio 2005) è stato un cantante italiano.

## Biografia
Enzo Del Forno nasce ad Angri (Salerno) il 25 novembre 1936 e muore ad Angri il 24 luglio 2005.  Iniziò la sua carriera artistica all'età di 15 anni e, dopo qualche anno, gira l'Italia con un'importante compagnia teatrale di allora. Dopo vari spettacoli di varietà e di arte varia, nel 1958 firma il primo contratto discografico con l’etichetta Phonotype Record, incidendo, con l’Orchestra di Pino Ubaldo, alcuni brani tratti dal 6º Festival della Canzone Napoletana e altri dalle Piedigrotte partenopee. Poi, dopo aver registrato diversi motivi religiosi dedicati ai pellegrini di S. Cosimo e Damiano di Eboli, trova la sua prima affermazione alla Piedigrotta Giba del 1960, lanciando al successo la canzone “Spezzammo sta catena” di Aiello e Cirillo. L’anno successivo, affidandosi al maestro Cirillo, che segue da vicino il debutto del cantante, incide altri brani di discreto successo, quali “Calmate è ‘o viento”, “Lettera a Napule” e “Passione a Maria”. Nel 1962, prende parte al Maggio Musicale della Canzone Napoletana, dove si esibisce con l’Orchestra Frustaci e si esibisce all’Epomeo d’Oro di Ischia. Nello stesso anno, prende parte alla prima edizione della Barca D’Oro, la due giorni della canzone napoletana e italiana organizzata dal mensile L’Eco della Ribalta, dove interpreta le canzone “’A rriva ‘e mare” e “Lassammola parlà”. Partecipò al Gran Festival di Piedigrotta che si tenne a Napoli al teatro Mediterraneo a dicembre del 1962 in coppia con Jenny Luna.
Partecipò al Festival di Napoli 1965 in coppia con Mario Merola con il brano Tu stasera si Pusilleco, di Amato-Buonafede. Nel 1966 Enzo si ripresentò nuovamente alla manifestazione, stavolta in coppia con Vito Russo e i 4 Conny con il brano Diciott'anne (Paliotti-Palmieri).
Prese inoltre parte al Festival di Napoli 1970 in coppia con Nunzia Greton con il brano Suonno Doce (De Caro, Duyrat-Buonafede).
Ha inciso per le etichette discografiche Vis Radio, Phonotype, Zeus, King, Universal.
Poco prima della morte, avvenuta prematuramente all'età di 69 anni, Enzo stava preparando il suo ultimo disco che però non riuscirà mai ad incidere. Dalle ceneri di questo lavoro, il nipote Alfio Lombardi, anch'egli cantante, pubblicherà nel suo album Preghiera un duetto con il defunto zio nel brano 'E cancelle.

## Discografia

### Album
- 1967 – I grandi successi di Enzo Del Forno (Universal, LPX 50009)

### Singoli
- 1960 – S'è avutato 'o viento/Nuvole (Universal, DN 89)
- 1961 – Comme chiove!../Turresella, Turresè! (Universal, DN 219)
- 1962 – Sarrà sta gelusia/Sott'a stu cielo 'e Napule (Universal, DN 237)
- 1962 – 'A rriva 'e mare/Stanza verde (Universal, DN 239)
- 1962 – Pena e gioia/Palude (Universal, DN 243)
- 1962 – Giuvinotto ammartenato/Ll'eco de penziere (Universal, DN 245)
- 1962 – Grazie... ammore mio!/Nuttata 'e luna (Universal, DN 270)
- 1962 – Marechiaro Marechiaro!/Stasera nun si tu (Universal, DN 275)
- 1962 – 'O destino/Sinceramente (Universal, DN 277)
- 1962 – 'E fronne gialle/Core e lacreme (Universal, DN 284)
- 1962 – L'ultimo sole d'estate/Freva 'e te (Universal, DN 291)
- 1962 – 'A rundinella e 'o mandulino/Lacreme amare (Universal, DN 292)
- 1962 – 'A voce 'e mamma/Capitano 'e mare (Universal, DN 304)
- 1963 – Senz'ammore/Busciarda mia (Universal, DN 308)
- 1963 – Bella luntana mia/'O sole 'e mamma (Universal, DN 312)
- 1963 – Ddoje vie/Ammore e sole (Universal, DN 320)
- 1963 – 'E cumpagne toie/Carceratiello (Universal, DN 340)
- 1963 – Nennella d''o mare/Vintun'ore (Universal, DN 352)
- 1963 – Rusella 'e maggio/Napule è tutta na canzone (Universal, DN 366)
- 1964 – Femmena scellerata/Sempe pe' te' Marì (Universal, DN 383)
- 1965 – Tu stasera sì Pusilleco/Giovane d'onore (King, AFK 56046)
- 1966 – Diciott'anne/Prumessa 'e marenaro (King, AFK 56055)
- 1970 – Suonno doce/Miraculo (Phonotype Record, PH 220)